# Lasioglossum brazieri
Lasioglossum brazieri är en biart som först beskrevs av Cockerell 1916.  Lasioglossum brazieri ingår i släktet smalbin, och familjen vägbin. Inga underarter finns listade i Catalogue of Life.

## Bildgalleri

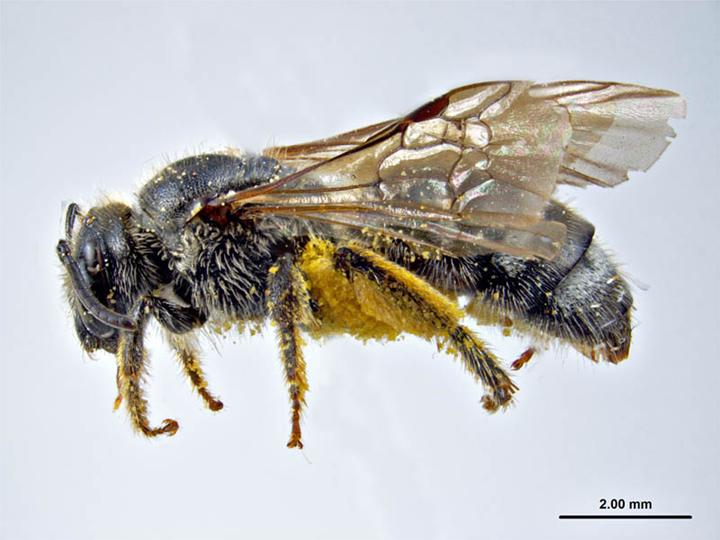
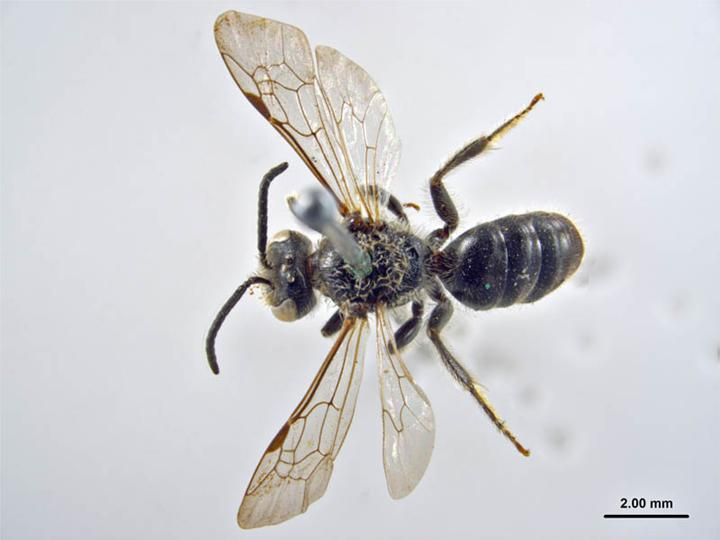